# Parasabella leucaspis
Parasabella leucaspis är en ringmaskart som först beskrevs av Johan Gustaf Hjalmar Kinberg 1867.  Parasabella leucaspis ingår i släktet Parasabella och familjen Sabellidae. Inga underarter finns listade i Catalogue of Life.